# Gerabronn
Gerabronn är en stad i Landkreis Schwäbisch Hall i regionen Heilbronn-Franken i Regierungsbezirk Stuttgart i förbundslandet Baden-Württemberg i Tyskland. De tidigare kommunerna Amlishagen, Dünsbach och Michelbach an der Heide uppgick i Gerabronn mellan 1972 och 1975.
Staden ingår i kommunalförbundet Gerabronn tillsammans med staden Langenburg.